# 田邊留依
田邊留依（日语：／ Tanabe Rui，1997年5月23日—）是日本女性聲優，於東京都出身，埼玉新都心長大。屬Stay Luck。

## 人物
小時候就對演技有興趣，在觀賞《超時空要塞Frontier》之後受到感動，並決定成為聲優。
在2012年的第1回Style Cube聲優試鏡合格，成為研修生並加入了Style Cube。2013年《白熊咖啡廳》的山嵐粉絲俱樂部為聲優的出道作品。同年7月，從研修生成為了正式成員。2017年5月1日自Style Cube退所，轉屬Stay Luck。
2014年，《WIZARD BARRISTERS～弁魔士賽希爾》的須藤聖知為初次飾演主角的作品。
興趣是畫畫。

## 演出作品
※粗體字表示說明飾演的主要角色。

### 電視動畫
2013年
- 白熊咖啡廳（山嵐粉絲俱樂部）
- 翠星上的加爾岡緹亞（舞者）
- 歸宅部活動記錄（古橋愛）
- 黃金拼圖（女子A、女學生D）
- 來自風平浪靜的明天（浮田沙苗）
- 青春紀行（後輩部員1）
- 我要成為世界最強偶像（片尾曲舞者）

2014年
- WIZARD BARRISTERS～弁魔士賽希爾（須藤聖知[7]）
- 青春紀行（芽衣子）
- 一週的朋友（西村藍）
- 漫畫家和助手（女友們）
- 龍孃七七七埋藏的寶藏（龍孃七七七）
- 魔法科高中的劣等生（平川千秋）
- 愛·天地無用！（藍井淚）

2015年
- 不起眼女主角培育法（水原叡智佳）
- 寶石寵物 魔法變身（福王子蘿拉）
- VENUS PROJECT（更級美月[8]）
- 學戰都市Asterisk（久慈塚彌音）

2016年
- 高校艦隊（姬路果代子）
- 侍靈演武：將星亂（周瑜）

2017年
- 不起眼女主角培育法♭（水原叡智佳）
- 單蠢女孩（光之美少女A）
- 梵諦岡奇蹟調查官（瑪莉）
- 偶像大師 灰姑娘女孩劇場 第二期（荒木比奈）
- 牙狼〈GARO〉 -VANISHING LINE-（女性）

2018年
- POP TEAM EPIC（彩）
- Lostorage conflated WIXOSS（女子、少女）
- 甜心戰士 Universe（手寅木通[9]）
- 實驗品家庭（女孩子）
- 最終休止符 -無止境的螺旋物語-（露露娜）
- 千銃士（街上的女性）
- 夢王國與沉睡中的100位王子殿下（小孩B）
- 火之丸相撲（堀千鶴子[10]）
- 魔法禁書目錄III（蘭西絲）
- RELEASE THE SPYCE（楓的母親）
- 東京喰種:re 第2期（穗木步）
- 叛逆性百萬亞瑟王（女性工作人員、男孩子）

2019年
- 一騎當千 Western Wolves（柳生三巖）
- 魔術學姐（學生、園兒）
- 神田川JET GIRLS（偶像咖啡廳店員）

2021年
- 奇蛋物語 Wonder Egg Priority（真子）
- WIXOSS DIVA(A)LIVE（摩訶圓）
- BLUE REFLECTION：澪（駒川詩）
- 死神少爺與黑女僕（泰特）

2022年
- 世界計畫 繽紛舞台！ feat.初音未來（朝比奈真冬）
- BLEACH 千年血戰篇（槌宮罪子）

2023年
- 真·進化果實～不知不覺踏上勝利的人生～（海倫·羅薩[11]）
- 死神少爺與黑女僕 第2期（泰特）
- 鴨乃橋論的禁忌推理（路人）
- 賽馬娘 Pretty Derby Season 3（羅伊斯兄弟[12]）

2024年
- 愛犬訊號（柴犬、學生們）
- 北海道辣妹金古錐（似鳥繪梨佳）
- 死神少爺與黑女僕 第3期（泰特）
- 鹿乃子乃子乃子虎視眈眈（虎視餡子[13]）

### 劇場動畫
2025年
- 劇場版 世界計畫 崩壞的世界與無法歌唱的初音未來（朝比奈真冬[14]）
- Virgin Punk: Clockwork Girl（瑪姬[15]）

### OVA
2013年
- kiss×sis（風紀委員）

2017年
- 高校艦隊（姬路果代子）

2018年
- 幽遊白書「TWO SHOTS」（喜多嶋麻彌）

### 遊戲
2013年
- 妖精劍士f（瑪莉亞諾）

2014年
- 戰場的婚禮（人偶使伊魯米、借住的藝術家修爾）
- 魔壞神兆力翁（菲戈爾）
- （龍孃七七七）

2015年
- 白貓Project（引導鬼魂的少女 密潔莉蔻蒂）

2017年
- 偶像大師 灰姑娘女孩（荒木比奈）
- 偶像大師 灰姑娘女孩 星光舞台（荒木比奈）

2018年
- 拳皇全明星（藤堂香澄）
- 結界女王EX（徐宥娜）
- 天華百劍-斬 （物吉貞宗）

2019年
- 魔法禁书目录 幻想收束（兰西丝）

2020年
- 世界計畫 繽紛舞台！ feat.初音未來（朝比奈真冬）

2021年
- 熠熠星光魔物娘（薇妮迪克特·V·凡米利安）[16]

2024年
- 神魔之塔（紅顏敕令 ‧ 林黛玉）

### 廣播劇CD
2013年
- 廣播劇CDvol.3（繪理、沙耶香）

2014年
- 龍孃七七七埋藏的寶藏（龍孃七七七）※特装版原作第7卷贈品

2017年
- Fate/Prototype 蒼銀的碎片（玲瓏館美沙夜(幼年)）

### 其他
- （廣告旁白）
- （旁白）

## 音樂作品

### 單曲
| 編號 | 發售日        | 名稱       | 規格編號   | 最高位 |
| ---- | ------------- | ---------- | ---------- | ------ |
| 1st  | 2014年2月28日 | BLUE TOPAZ | PCCG-70208 | 123位  |

### 商業搭配
| 樂曲       | 商業搭配                                          | 時期   |
| ---------- | ------------------------------------------------- | ------ |
| BLUE TOPAZ | 電視動畫《WIZARD BARRISTERS～弁魔士賽希爾》片尾曲 | 2014年 |

### 參加作品
| 發售日   | 標題                                    | 名義                                                                                                   | 樂曲                                         | 商業搭配                               |
| 2013年   | 2013年                                  | 2013年                                                                                                 | 2013年                                       | 2013年                                 |
| -------- | --------------------------------------- | --- | -------------------------------------------- | -------------------------------------- |
| 9月18日  |                                         | 安藤夏希（木戶衣吹）、塔野花梨（結名美月）、古橋愛（田邊留依）                                         | 「」                                         | 電視動畫《歸宅部活動記錄》角色歌       |
| 2014年   |                                         | |                                              |                                        |
| 6月25日  | 龍孃七七七埋藏的寶藏 BD・DVD第1卷特典CD | 龍孃七七七（田邊留依）                                                                                 | 「WONDERFUL WONDERS」                        | 電視動畫《龍孃七七七埋藏的寶藏》角色歌 |
| 10月22日 | PROMiSED ViSION/Good bye & Good luck    | *ω*Quintet［乙葉（飯田里穂）、京香（田邊留依）、亞莉亞（山崎惠理）、奏子（豐田萌繪）、寧寧（水瀨祈）］ | 「PROMiSED ViSION」 「Good bye & Good luck」 | 遊戲《*ω*Quintet》主題曲               |
| 12月10日 | *ω*Quintet PV SONGS                     | *ω*Quintet［乙葉（飯田里穂）、京香（田邊留依）、亞莉亞（山崎惠理）、奏子（豐田萌繪）、寧寧（水瀨祈）］ | ja\|まんまるまるい}」 「Complex:CRESCENT」   | 遊戲《*ω*Quintet》角色歌               |
| 12月10日 | *ω*Quintet PV SONGS                     | 京香（田邊留依）                                                                                       | 「Eureka」                                   | 遊戲《*ω*Quintet》角色歌               |
| 2015年   |                                         | |                                              |                                        |
| 2月18日  | 愛·天地無用！ BD・DVD第2卷特典CD        | 布賀油木（佐藤梓）、藍井淚（田邊留依）                                                                 | 「」                                         | 電視動畫《愛·天地無用！》片尾曲        |
| 2月18日  | 愛·天地無用！ BD・DVD第2卷特典CD        | 鬼之城紅（大地葉）、布賀油木（佐藤梓）、藍井淚（田邊留依）                                             | 「」                                         | 電視動畫《愛·天地無用！》片尾曲        |

## 外部連結
- （日語）所屬事務所公開簡歷（页面存档备份，存于）
- （日語）http://ameblo.jp/tanaberui/（页面存档备份，存于）－公式部落格（2013年12月27日－）
- （日語）StyleCube Live Stage 官方部落格 「HAPPY LIVE STYLE」（页面存档备份，存于）－與其他研修生共同使用